# Fossiles CI1
Le terme "fossiles CI1" fait référence à la prétendue preuve de la présence de microfossiles dans 5 chondrites carbonées CI1 : Alais, Orgueil, Ivuna, Tonk et Revelstoke. Cette découverte a été publiée en mars 2011 dans la revue qualifiée de science marginale Journal of Cosmology par un ingénieur du nom de Richard B. Hoover. Toutefois, la NASA s'est démarquée de la position de Hoover en remettant en question son expertise et celle des référées du journal.

## Résultats
L'équipe d'Hoover a utilisé les techniques de microscopie électronique à balayage environnemental
et de microscopie électronique à balayage pour analyser la surface des échantillons provenant des météorites citées. Hoover produit également des micrographies sur lesquelles il croit distinguer des formes de cyanobactéries. En comparant ces résultats avec des données issues de l'étude de fossiles terrestres, il en déduit que ces microfossiles ne proviennent pas de la Terre et ont donc une origine extraterrestre.
Ces révélations ont tout d'abord été proposées à la revue "International Journal of Astrobiology" qui rejeta le papier. Elles ont finalement été publiées dans un journal dont la qualité n'est pas reconnue avant d'être discréditées.